# Oliver Schröder
Oliver Schröder (* 11. Juni 1980 in Berlin) ist ein ehemaliger deutscher Fußballspieler.

## Karriere
Der aus Berlin-Heiligensee stammende Schröder durchlief die Jugendabteilungen der Vereine SC Tegel, Reinickendorfer Füchse und Spandauer BC in seiner Heimatstadt, bevor er 1998 in die A-Jugend der Berliner Hertha wechselte. Ein Jahr später rückte Schröder in den Herrenbereich der Herthaner auf und absolvierte für deren zweite Mannschaft in der Regionalliga-Spielzeit 1999/00 insgesamt 23 Einsätze. Zum Saisonende stieg Herthas Reserve jedoch in die viertklassige Oberliga Nordost ab, in der Schröder in den folgenden Spielzeiten 2000/01 und 2001/02 insgesamt 50 Partien absolvierte und fünf Tore erzielte. Dabei hatte sich Schröder auch für den Bundesligakader der Berliner empfehlen, sich dort jedoch nicht durchsetzen können, weshalb er im Sommer 2002 an den Zweitligisten 1. FC Köln verliehen wurde.
In Köln wurde Schröder zunächst ebenfalls der Reservemannschaft zugeteilt, empfahl sich mit zwei Toren in 18 Einsätzen während der Regionalliga-Spielzeit 2002/03 aber auch für die erste Mannschaft des Vereins. So kam er am 18. November der Zweitliga-Spielzeit 2002/03 zu seinem ersten Einsatz in einer Profiliga und trug im Folgenden mit 16 weiteren Zweitliga-Einsätzen zum Aufstieg Kölns in die Bundesliga bei. In dieser absolvierte Schröder 2003/04 noch 28 Partien für Köln, in denen ihm auch sein erstes Tor in einer Profi-Liga gelang, bevor er zum Saisonende zur Berliner Hertha zurückkehrte.
Beim BSC konnte sich Schröder zunächst im Bundesligakader etablieren und absolvierte zu Beginn der Saison 2004/05 fünf Einsätze in der Startaufstellung. Nachfolgend verlor er jedoch seinen Stammplatz und wurde zeitweise wieder in der Reservemannschaft der Hauptstädter eingesetzt. Nach insgesamt 31 Bundesliga-Einsätzen verließ er Berlin deshalb zum Ende der Spielzeit 2005/06, um sich dem Bundesliga-Konkurrenten VfL Bochum anzuschließen.
Mit dem VfL spielte Schröder anders als mit den Berlinern, für die er auch zwei Einsätze im UEFA-Pokal bestritten hatte, zumeist gegen den Abstieg aus der Bundesliga. Dabei gehörte er 2006/07 mit 28 Einsätzen noch zu Bochums Stamm-Mannschaft, absolvierte 2007/08 aber nur noch 15 und 2008/09 lediglich 13 Einsätze in der höchsten deutschen Spielklasse. Zur Saison 2009/10 wechselte Oliver Schröder daraufhin zum F.C. Hansa Rostock in die 2. Bundesliga. Nach 25 Zweitliga-Einsätzen stieg er mit Hansa jedoch in die 3. Liga ab, nachdem die Ostseestädter ohne Schröders Beteiligung die Relegationsspiele gegen den FC Ingolstadt 04 verloren hatten. Daraufhin wechselte er zur Saison 2010/11 zum FC Erzgebirge Aue. Dort hatte er eine wechselhafte Saison, die von zwei größeren Verletzungspausen unterbrochen war, so dass er nur auf 18 Einsätze kam. Er stand aber in allen Partien immer in der Startaufstellung.
Der letzte Verein seiner Profikarriere war der Drittligist SC Fortuna Köln, wohin Schröder zur Saison 2015/16 wechselte. Nach zwei Jahren und 38 Spieleinsätzen lief sein Vertrag zum 30. Juni 2017 aus und er beendete mit 37 Jahren seine Karriere.